# Alexander Armstrong (Schauspieler)
Alexander Armstrong (* 2. März 1970 in Rothbury) ist ein britischer Schauspieler, Fernsehmoderator und Komiker.

## Leben
Alexander Armstrong wuchs in Northumberland auf. Im Alter von elf Jahren besuchte er die St. Mary’s Music School in Edinburgh. Dort spezialisierte er sich auf Gesang, Klavier und Cello. Später ging er zur Durham Schule. Danach besuchte er das Trinity College in Cambridge. Nach seinem Collegeabschluss im Jahr 1993 trat er in verschiedenen kleineren Nebenrollen in Fernsehserien und Filmen auf. 1997 bekam er gemeinsam mit Ben Miller seine eigene Show, die Armstrong and Miller Show. Von 2008 bis 2013 war er in drei Folgen von Doctor Who zu sehen. In dessen Ableger The Sarah Jane Adventures sprach er die Hauptrolle des Computers Mr. Smith. 2012 war Armstrong in der Fernsehserie Love Life als Dominic zu sehen. Im Jahr 2003 heiratete Armstrong Hannah Bronwen Snow. Mit dieser hat er drei Söhne.
Im Januar 2024 nahm Armstrong als Chicken Caesar an der fünften Staffel der britischen Version von The Masked Singer teil und erreichte den elften Platz.

## Filmografie (Auswahl)
- 1994: There's No Business
- 1995: Inspektor Fowler – Härter als die Polizei erlaubt (The Thin Blue Line; Fernsehserie, 1 Folge)
- 1997: Mojo
- 1997–2001: Armstrong and Miller (Fernsehserie, 27 Folgen)
- 1998–2000: Eric im Stress (Stressed Eric; Fernsehserie, 10 Folgen)
- 1999: Plunkett & Macleane – Gegen Tod und Teufel (Plunkett & Macleane)
- 2000–2001: Beast  (Fernsehserie, 12 Folgen)
- 2001: Birthday Girl – Braut auf Bestellung
- 2001: Beginner's Luck
- 2002: tlc (Fernsehserie, 6 Folgen)
- 2004–2006: Life Begins (Fernsehserie, 17 Folgen)
- 2005: Match Point
- 2005: Agatha Christie’s Marple (Fernsehserie, 1 Folge)
- 2006: Scoop – Der Knüller (Scoop)
- 2007–2010: The Armstrong and Miller Show (Fernsehserie, 19 Folgen)
- 2007–2011: The Sarah Jane Adventures (Fernsehserie, 47 Folgen)
- 2008–2011: Doctor Who (Fernsehserie, 3 Folgen)
- 2008: Mutual Friends (Fernsehserie, 6 Folgen)
- 2010: Reggie Perrin (Fernsehserie, 5 Folgen)
- 2010: SJA: Alien Files (Fernsehserie, 6 Folgen)
- 2010: Jackboots on Whitehall
- 2012: Love Life (Fernsehserie, 3 Folgen)
- 2012–2013: Tooned (Fernsehserie, 4 Folgen)
- 2012–2015: Hunderby (Fernsehserie, 6 Folgen)
- 2015: Hey Duggee (Fernsehserie, 6 Folgen)
- 2012–2013: Tooned (Fernsehserie, 4 Folgen)
- 2015–2016: Danger Mouse (Fernsehserie, 50 Folgen)